# Артур Селерс
Артур Селерс (нід. Arthur Ceuleers; 28 лютого 1916, Антверпен — 5 серпня 1998) — бельгійський футболіст, що грав на позиції нападника.
Виступав за національну збірну Бельгії. Дворазовий чемпіон Бельгії.

## Клубна кар'єра
У дорослому футболі дебютував 1933 року виступами за команду клубу «Беєрсхот», в якій провів одинадцять сезонів.
Завершив професійну ігрову кар'єру у клубі «Расінг Брюссель», за команду якого виступав протягом 1948—1951 років.

## Виступи за збірну
1937 року дебютував в офіційних матчах у складі національної збірної Бельгії. Протягом кар'єри у національній команді, яка тривала усього 2 роки, провів у формі головної команди країни 4 матчі, забивши 2 голи.
У складі збірної був учасником чемпіонату світу 1938 року у Франції.

## Досягнення
- Чемпіон Бельгії:

«Жерміналь-Беєрсхот»: 1937—1938, 1938—1939